# Westerwälder Steinzeug

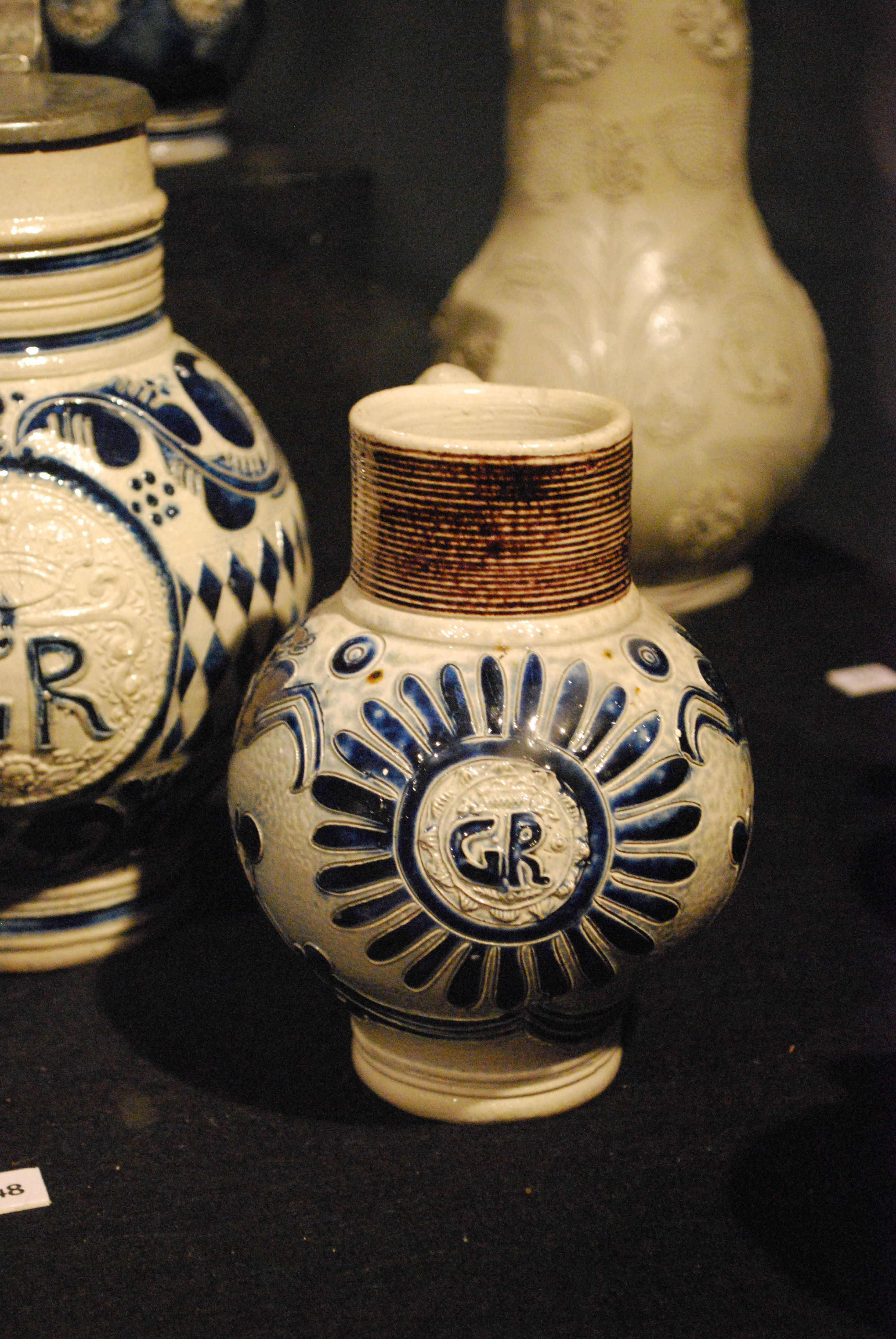
Zylinderhalskrug mit Initialenauflage GR (Georg Rex König von England). 2. Viertel 18. Jahrhundert.

Westerwälder Steinzeug ist eine keramische Warenart, die in der frühen Neuzeit im unteren Westerwald und im Kannenbäckerland produziert wurde. Unabhängig von der Provenienz wird der Ausdruck auch allgemein für blau-graues Steinzeug verwendet. Das Westerwälder Steinzeug wurde ab dem 17. Jahrhundert in großen Mengen in ganz Europa gehandelt und gilt neben seiner kunstgeschichtlichen Bedeutung als wichtiger Marker bei der Datierung von neuzeitlichen archäologischen Fundstellen. Es ist ab etwa 1650 eine der dominierenden Warenarten unter dem Deutschen Steinzeug und wird bis heute hergestellt.

## Historische Entwicklung
Im Westerwald begann die Steinzeugproduktion im 15. Jahrhundert mit der Herstellung von schlichtem Gebrauchsgeschirr. Diese frühen Erzeugnisse hatten eine braune Salzglasur und unterschieden sich kaum von den Produkten anderer Töpferorte des Rheinlandes.
Die bedeutendsten Töpferorte des Westerwaldes waren Höhr, Grenzhausen und Grenzau im Kannenbäckerland. Diese drei Orte bilden heute zusammen die Stadt Höhr-Grenzhausen. Um das Jahr 1600 gehörten diese Orte jedoch unterschiedlichen Landesherren. Höhr war gemeinsamer Besitz der Grafen zu Sayn-Wittgenstein und der Trierer Kurfürsten, Grenzhausen war Teil der Grafschaft Wied während Grenzau zur Grafschaft Isenburg zählte.
Wirtschaftlichen Aufschwung erlebte die Westerwälder Steinzeugproduktion um 1590 durch den Zuzug führender Töpfermeister aus den Töpfereizentren Raeren und Siegburg.
Kurz vor dem Jahr 1590 waren die Raerener Töpferfamilien von Johann Mennicken und Hermann Kalb nach Grenzau gezogen. Johannes Kalb blieb in Grenzau, während die Mennickens um 1600 nach Grenzhausen weiterzogen um sich dort endgültig niederzulassen.
Der Siegburger Meister Anno Knütgen verließ nach dem Truchsessischen Krieg gemeinsam mit seinen Söhnen Bertram und Rutger Siegburg und siedelte sich in Höhr an, wo er kurz darauf verstarb. Ein weiterer Sohn Annos, Hermann, zog im Jahr 1600 nach.
Zu ihnen gesellte sich der lothringische Töpfer Peter Remy, der um 1600 ebenfalls nach Grenzhausen zog.
Neben ihren Vorlagen und Matrizen brachten die fremden Töpfer ihre Fachkenntnisse und ihr kunsthandwerkliches Geschick mit. Als besonders wegweisend erwies sich die Technik zur Herstellung von grauem Steinzeug mit kobaltblauer Bemalung, sogenannte blau-graue Ware. Die kobaltblaue Glasur war zwar schon um 1520 in Köln erfunden worden, hatte sich aber beim Rheinischen Steinzeug nicht durchsetzen können. Erst die Kombination mit einem grauen Scherben brachte auch wirtschaftlichen Erfolg. Erstmals hatte Jan Emens Mennicken ab 1584 in Raeren diese Technik an Raerener Steinzeug erprobt. Auch Anno Knütgen hatte schon ab 1587 mit kobaltblauer Glasur beim Siegburger Steinzeug experimentiert. In der neuen Heimat legte die Technik den Grundstein für das grau-blaue Westerwälder Steinzeug des Barocks.
Auch wenn die einheimischen Töpfer nur einfaches, braunes Gebrauchsgeschirr ohne kunsthandwerklichen Anspruch herstellten und somit nicht in direkter Konkurrenz zu den Neuankömmlingen standen, ergaben sich doch offene Zwistigkeiten. Die vorhandenen Zunftordnungen erlaubten nur die Herstellung von einfachem Geschirr mit rotem Scherben, die die Neuankömmlinge zu umgehen suchten. 1643 wurde eine neue, gemeinsame, amtsbezirksübergreifende Zunftordnung für alle Steinzeugtöpfer des Westerwaldes etabliert, die die Streitigkeiten ausräumen sollte.

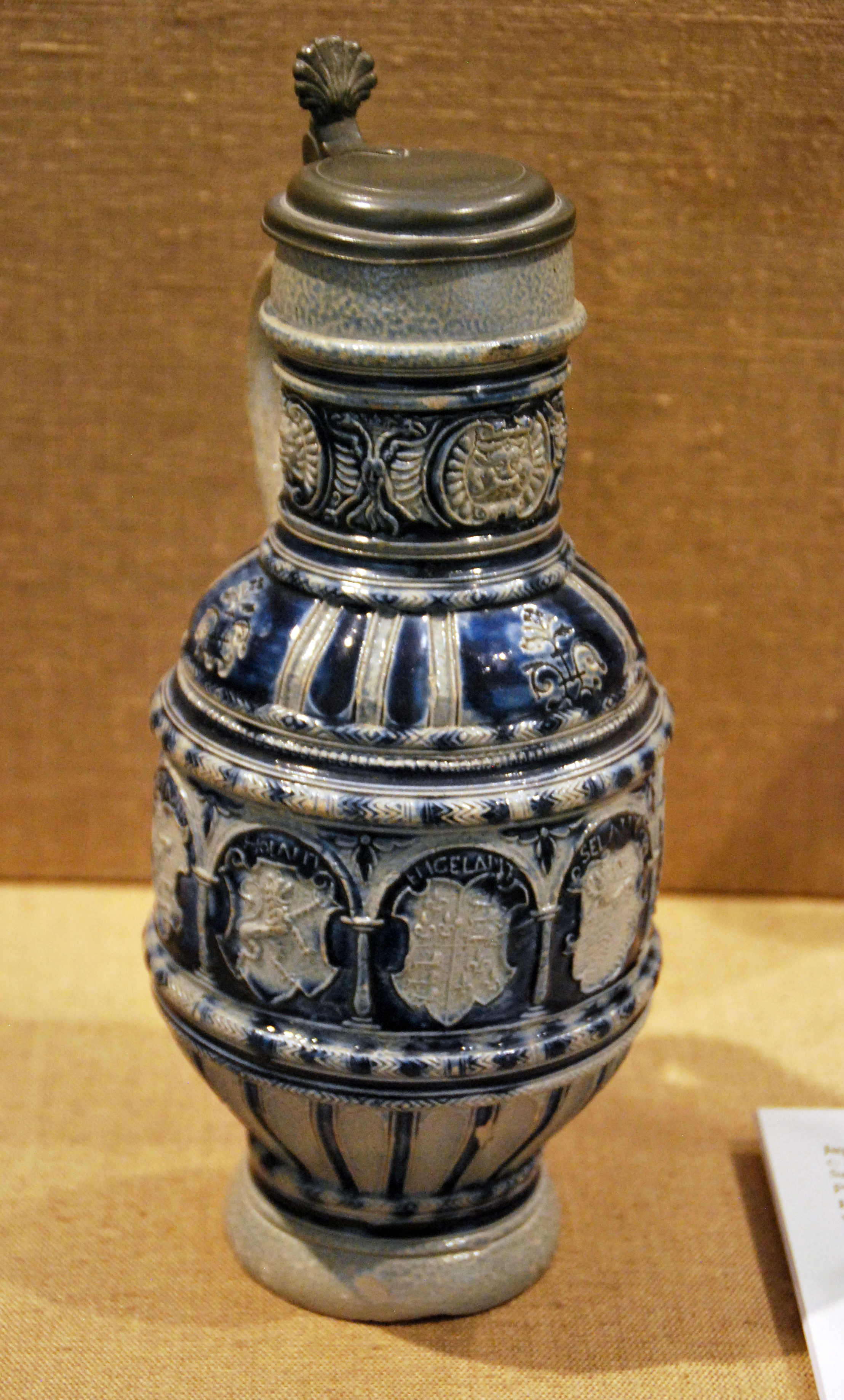
Westerwälder Kanne aus einer Werkstatt der Familie Mennicken kurz vor 1600. Die Kanne ist noch ganz im Stil des Raerener Steinzeuges.

Die in den Jahren nach 1590 in den westerwäldischen Werkstätten der Familien Knütgen, Mennicken und Kalb hergestellten Gefäßkeramiken sind typologisch kaum von den Produkten zu unterscheiden, die sie in den 80er Jahren des 16. Jahrhunderts in Siegburg beziehungsweise Raeren hergestellt hatten. Die Familie Knütgen verwendete weiterhin auch signierte Matrizen. Wobei im Westerwald auch signierte Gefäße ehemals Raerener Töpfer auftreten. So finden sich die Monogramme IE für Jan Emens und JM für Jan Mennicken. Spätestens um 1600 entwickelte sich ein neuer Stil im Zeitgeist des sich gerade entwickelnden Barocks. Auch versippten sich die Raerener und Siegburger Familien. So heiratete ein Wilhelm Mennicken aus Grenzhausen 1620 eine Enkelin Anno Knütgens und siedelte zu dieser nach Höhr um.
Die westerwäldischen Steinzeuggefäße des 17. und 18. Jahrhunderts lassen sich kaum noch einer bestimmten Werkstatt zuweisen.
In der zweiten Hälfte des 19. Jahrhunderts erlebte das Westerwälder Steinzeug mit dem erwachenden Nationalismus eine neue Blüte. Im Sinne des Historismus wurden die prunkvollen Formen der Hochrenaissance und des frühen Barocks aufgegriffen und kopiert. Neben den originalgetreuen Formen der bekannten Töpfer wurden auch neue Bildmotive im Zeitgeist des 19. Jahrhunderts geschaffen. Besonders beliebt waren Heldengestalten in schimmernden Rüstungen aus deutschen Heldensagen. So entstanden im Westerwald Steinzeuggefäße im Altdeutschen Stil. Daneben wurden auch orientalische Gefäßformen nachgeahmt.
Begünstigt wurde der neuerliche Aufschwung durch die politischen Verhältnisse im 19. Jahrhundert. Nach der Gründung des Rheinbundes 1806 waren die traditionellen Westerwälder Töpferorte dem neugegründeten Herzogtum Nassau zugeschlagen worden. Nach dem Deutschen Krieg kam Nassau 1866 zu Preußen. Preußen förderte die Industrialisierung der Töpferbetriebe und Produktion von altdeutschem Steinzeug. Zudem brachte 1884 der Bau einer Eisenbahnlinie durch den Westerwald wesentliche Impulse für den Fernhandel mit Steinzeug.
Nach dem Zweiten Weltkrieg sah sich das Töpfergewerbe einem starken Modernisierungsdruck ausgesetzt. Viele kleine, handwerkliche Betriebe wurden aufgegeben. Die großen Hersteller produzierten in erster Linie Massenware in historischen Formen, die sich vor allem in den 1960er bis 80er Jahren großer Beliebtheit als Geschenk- oder Dekoartikel erfreute. Das handwerkliche Töpfergewerbe existierte jedoch als Nischenprodukt weiterhin und besteht bis heute, wobei sowohl Produkte in historischen Formen als auch in zeitgenössischem Design hergestellt werden.

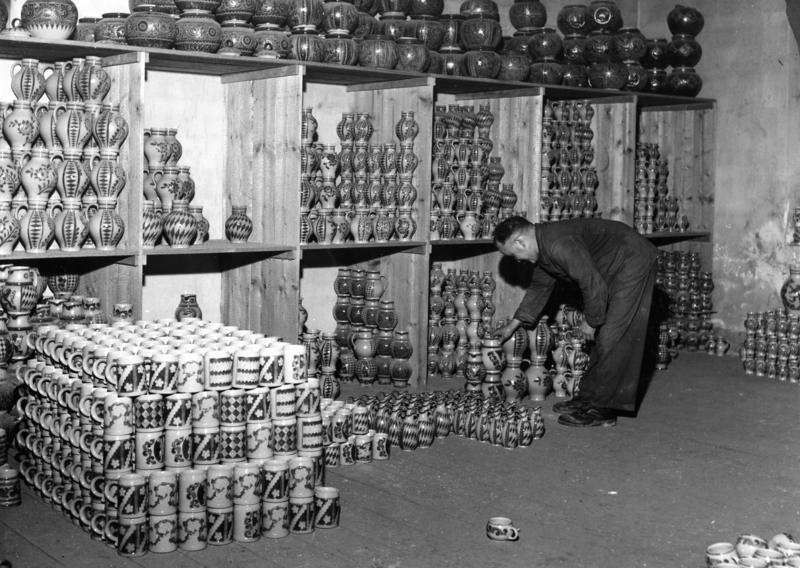
Steinzeugproduktion der Firma Merkelbach in Höhr-Grenzhausen.

In Höhr-Grenzhausen wird bis heute grau-blaues Steinzeug hergestellt. In Kooperation mit den Universitäten Koblenz und Koblenz-Landau werden dort verschiedene Berufe der keramikverarbeitenden Industrie unter dem Dach des Bildungs- und Forschungszentrum Keramik e. V. ausgebildet. Auch befindet sich in Höhr-Grenzhausen das Keramikmuseum Westerwald.

## Technik
Der im Westerwald anstehende tertiäre feuerfeste Ton ist von einer gleichmäßig feinen Körnung und arm an Eisenoxid. Die Eisenarmut bewirkt, dass der Ton zu einem hellgrauen Scherben brennt.
Um 1590 führten die aus Raeren und Siegburg zugezogenen Töpfermeister die Technik zur Herstellung von grauem Steinzeug mit kobaltblauer Glasur im Westerwald ein. In der zweiten Hälfte des 17. Jahrhunderts trat zudem die violette Manganglasur als Dekorelement neben das Kobaltblau und fand auch während des gesamten 18. Jahrhunderts Verwendung.
Zu Beginn der Westerwälder Steinzeugproduktion war das Dekor im Stil des Rheinischen Steinzeugs als Hochrelief aufgelegt. Die Auflagen wurden von Formnegativen, den Matrizen, abgenommen und auf dem lederharten Gefäß vor dem Brand arrangiert. Am Ende des 17. Jahrhunderts entwickelten Westerwälder Töpfer die Redtechnik, bei der die Auflagen durch in die lederharte Tonmasse eingeritzte Formen ersetzt wurden, die das gemalte Dekor abgrenzten. Im 18. Jahrhundert kamen eingeritzte Ornamente in Knibistechnik hinzu. Besonders beliebt waren hier Zickzacklinien und Blütenmotive, die mit einem Knibisholz mittels eines Zirkelschlages eingeritzt wurden. Ab dem späten 18. Jahrhundert bestimmen dann einfache, lediglich aufgemalte Muster das Dekor des Westerwälder Steinzeugs.
In der zweiten Hälfte des 19. Jahrhunderts wurde neben dem klassischen grau-blauen Steinzeug auch beigefarbenes Elfenbeinsteinzeug.
Eine neue Technik, die Gefäße in Gipsformen hochzudrehen, ermöglichte ab der zweiten Hälfte des 19. Jahrhunderts die einfache Herstellung großer Mengen von Steinzeuggefäßen. Diese Technik war von dem böhmischen Modelleur Reinhold Hanke entwickelt worden, der 1868 eine Firma zur Steinzeugproduktion in Höhr gründete. Als Hanke 1873 Hoflieferant der Kaiserin Augusta wurde, war diese Technik bereits etabliert.

## Formenspektrum

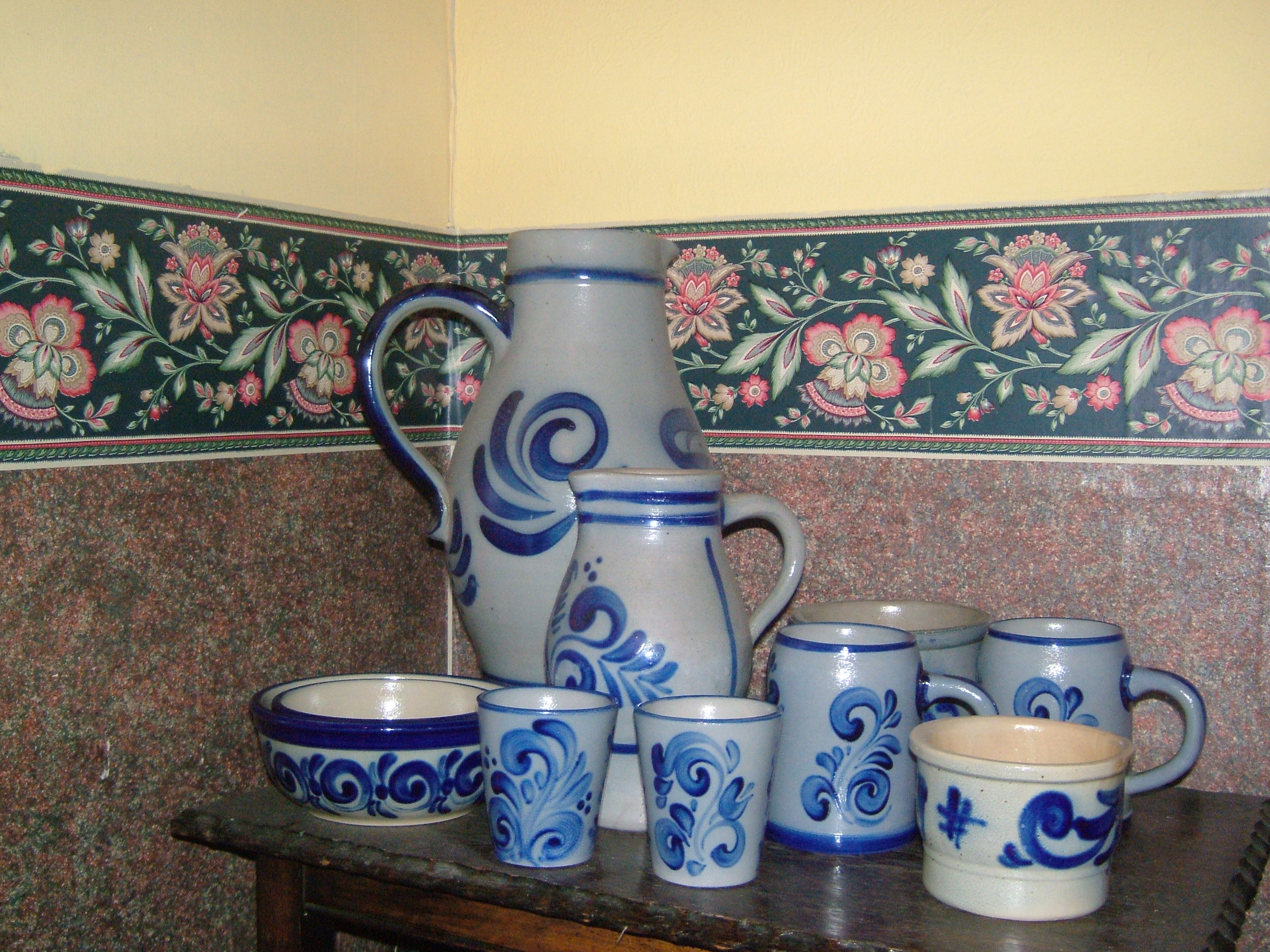
Formenvielfalt des modernen Westerwälder Steinzeugs.

Das Formenspektrum des grau-blauen Westerwälder Steinzeugs bestand ursprünglich vornehmlich aus Gebrauchskeramik wie Kannen, Krüge, Feldflaschen und Trinkgeschirr. Als Kochgeschirr war Steinzeug eher ungeeignet, da es bei hohen Temperaturschwankungen platzen kann.
Bis zum Beginn des 18. Jahrhunderts bestimmt kunsthandwerklich hochstehendes Prunkgeschirr das Formenspektrum. Diese Gefäßkeramik war für einen wohlhabenden adeligen, klerikalen oder gutbürgerlichen Kundenkreis bestimmt und häufig auf Bestellung mit individuellen Wappen oder Bildauflagen produziert worden. Nach der Erfindung des europäischen Porzellans 1709 verliert das Steinzeug bei den höfischen Kunden an Bedeutung.
Im 18. Jahrhundert wird das Dekor einfacher. Es kommen zusätzliche Formen, wie Senftöpfe, Gurkentöpfe, Teller, Schüsseln oder auch Schreibgarnituren hinzu, die den Ansprüchen eines bürgerlichen Haushaltes entsprechen.
In der zweiten Hälfte des 19. Jahrhunderts wurden historisierend die prunkvollen Formen der Hochrenaissance und des frühen Barocks erneut aufgegriffen und kopiert. Daneben entstanden auch orientalische Gefäßformen und der römischen Antike nachempfundene Terra Sigillata. Entscheidend aber war die Produktionsumstellung auf Massenprodukte vor allem für den ländlichen Haushalt, wie beispielsweise Milchsatten, Schüsseln, Bembel und Vorratsgefäße.

### Trichterhalsbecher
Trichterhalsbecher wurden in der 2. Hälfte des 14. Jahrhunderts in Siegburg entwickelt und waren ursprünglich die Leitform des Siegburger Steinzeugs. Ab dem 16. Jahrhundert wurde diese Gefäßform auch in anderen rheinischen Töpferzentren, wie Raeren, Speicher, Frechen oder Langerwehe, übernommen. In den Westerwald wurden sie von den zugezogenen Töpfermeistern aus Siegburg und Raeren eingeführt. Hier überdauerte sie das Auslaufen der Form in den anderen rheinischen Töpferzentren und wurde dort noch bis ins ausgehende 17. Jahrhundert produziert.

### Sternenkanne
Die Sternenkanne ist das typische Erzeugnis Westerwälder Keramik des Hochbarocks. Sie kommt in der zweiten Hälfte des 17. Jahrhunderts auf.
Der Gefäßkörper ist feldflaschenähnlich rund, aber an Vorder- und Hinterseite flach. Zum Fuß ist der Körper meist ein wenig zugespitzt. Der Fuß selbst besteht aus einem ausgedrehten Standring, der zum Körper hin abgesetzt ist. Der Gefäßhals ist flaschenähnlich schmal und erweitert sich konisch zur Schnauze hin. Auf der Gefäßrückseite ist ein Bandhenkel angebracht, der am oberen Drittel des Halses und auf der Gefäßschulter ansetzt.
Verziert ist bei den Sternenkannen nur die Frontseite. Auf der Mitte des Gefäßkörpers befindet sich meist ein in Redtechnik eingeritztes Wappen, das von einem großen, raumeinnehmenden sternförmigen Ring umgeben ist, dem die Kanne ihren Namen verdankt.
Am Hals ist eine Bartmaske in Form eines Löwenkopfes aufgelegt.

#### Ringkanne
Eine Sonderform der Sternenkanne ist die Ringkanne. Sie ähnelt im Dekor und Aufbau der Sternenkanne, jedoch besteht der Gefäßkörper dieser Kannen aus einem ringförmigen Hohlkörper, an dem analog zur Sternenkanne, Fuß, Hals und Henkel aufgesetzt sind.

### Humpen

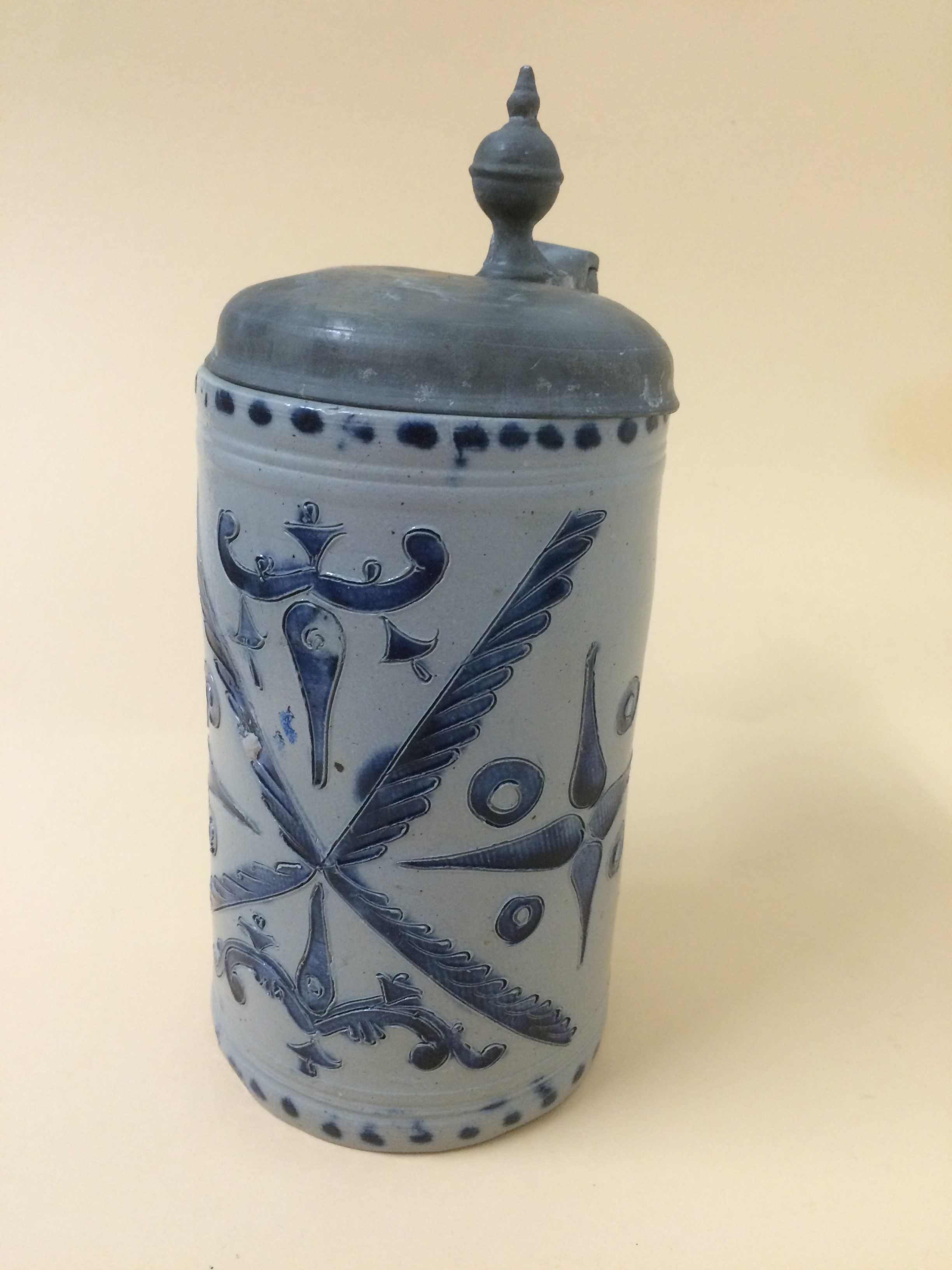
Humpen aus Westerwälder Steinzeug mit Ritzdekor. Letztes Drittel 18. Jahrhundert.

Der Humpen ist ein zylinderförmiger Trinkbecher, dessen Fuß annähernd denselben Durchmesser wie die Öffnung hat und mit einem Bandhenkel versehen ist.
Diese Gefäßform gehört zu den am weitesten verbreiteten Produkten des Westerwälder Steinzeugs. Sie wurde im letzten Drittel des 17. Jahrhunderts im Westerwald aus der ursprünglich rheinischen Form der Pinte entwickelt und wird noch bis heute hergestellt.

### Kruke
Kruken sind vier- oder mehrkantige Schraubflaschen mit oben und unten abgerundeten Kanten. Der Fuß besteht aus einem ausgedrehten Standring, der zum Körper hin abgesetzt ist. Der Hals ist sehr kurz und dient zur Befestigung einer Zinnmontierung mit einem Schraubdeckel. Sie kommen im Westerwald zu Beginn des 17. Jahrhunderts in Mode.

## Weitere Produktionsorte
Grau-blaues salzglasiertes Steinzeug nach Westerwälder Art wurde im 17. und 18. Jahrhundert auch von anderen Töpfern im Rheinland, aber auch in Töpferzentren in Westfalen, Hessen und Bayern übernommen.

### Adendorf
Zwischen 1741 und 1743 wanderten einige Westerwälder Töpfermeister ins rheinische Adendorf bei Meckenheim aus, wo sie unter Verwendung der dortigen Tonlagerstätten weiterhin grau-blaues Steinzeug im Stil der westerwäldischen Produktion herstellten. Dies waren Angehörige der Familien Gerhartz, Giertz, Mennicken und Willems.

### Troisdorf-Altenrath
Im heutigen Troisdorf-Altenrath am Rand des Bergischen Landes begann die Herstellung von grau-blauem Steinzeug nach Westerwälder Art nach heutigem Forschungsstand in den 30er Jahren des 17. Jahrhunderts. Vermutlich hatten sich in diesem Zeitraum Westerwälder und Siegburger Töpfer hier niedergelassen. So kennen die Altenrather Kirchenbücher einen Leonard Mennicken aus dem Westerwald, der bereits 1637 eine Tochter des Johann Knütgen geheiratet hatte.
Kurz nach dem Dreißigjährigen Krieg hatten einige Mitglieder der Siegburger Töpferdynastie Knütgen ihre Heimat verlassen und waren ebenfalls nach Altenrath ausgewandert. Weitere Familienmitglieder zogen nach. Sie passten ihre Produktion der neuen Heimat an und stellten hier Töpferware her, die sich kaum von der Westerwälder Ware unterscheiden lässt.
Die Altenrather Steinzeugproduktion erlosch in den 80er Jahren des 17. Jahrhunderts.

### Hilgert
Neben den bereits erwähnten Orten Höhr, Grenzhausen und Grenzau ist auch im Ort Hilgert, der ebenfalls heute zur Verbandsgemeinde Höhr-Grenzhausen zählt, eine nennenswerte Steinzeugproduktion nachgewiesen. Hier setzte die Produktion Mitte des 17. Jahrhunderts ein und wurde bis ins 18. Jahrhundert fortgesetzt.